# قائمة نساء أسسن شركات
قائمة النساء اللاتي أسسن شركات:
- مو أبودو
- Olajumoke Adenowo
- سلوى إدريسي أخانوتش
- فولورونشو ألاكيجا
- جيسيكا ألبا
- جانين أليس
- الأم أنجيليكا
- شيرل أروسميث
- لورا آشلي
- بولانلي أوستن-بتيرز
- ليندا آفي
- فيفيكا باباجي
- رومانا أكوستا بانويلوس
- درو باريمور
- آية بدير
- مارلا مالكولم بيك
- أوليف آن بيتش
- كلوي بيلاندي
- أليس Bentinck
- غينا بياتشيني
- سارا بلاكلي
- Francesca Bortolotto Possati
- ساندرا بولوك
- توري بورش
- لورين بوش
- Leah Busque
- جان كاميرون
- Julie Chaiken
- كوكو شانيل
- Emily Chang (web designer)
- نانسي ت. شانغ
- إيفا تشن [الإنجليزية]
- جين تشن
- Leeann Chin (restaurateur)
- Yael Cohen
- جيني كرايغ
- Jan Crouch
- لوسيا كونانان
- لويزا كناب كورتيس
- Evelyn de Mille
- دورين روي ديجاردان
- Marthe Distel
- Jenny Doan
- هيلين دوهامل
- Marguerite Durand
- Adele Duttweiler
- Fifi Ejindu
- Inger McCabe Elliott
- جيري يلسورث
- جوديث إيسترين
- كاترينا فيك
- Lizanne Falsetto
- Tara Fela-Durotoye
- دوريس إف. فيشر
- جينيفر Fleiss
- بينغ فو
- جينيفر غارنر
- موما غي
- فرانسواز جيرو
- آن غلوفير (venture capitalist)
- سيرينا غوين
- كاثرين هاش-دارو
- فيفيان هاريس (سيدة أعمال)
- ديان هاسكيت
- كريستي هابيغير
- كارولينا هيريرا
- إنغبورغ هوتشمير
- كاثرين هوك
- كريستينا هولي
- اليزابيث هولمز
- جينيفر هايمان
- ماريا إلينا إيبانيز
- ماريان إلتش
- جيسيكا جاكلي
- كريستين جينينغز
- ماري لو جيبسن
- ليزلي جونسون
- مارغريت جوزيفس
- كاثرين أنا كانغ
- إيل كابلان
- مارغريت كراتشير
- كاثي كيتون
- كيهندي كامسون
- كارولاين كيبتشر
- ميراندا كير
- نيكول كيرش
- نيكول كيدمان
- تينا نوليس
- ساندرا كورتزيغ
- ماكسين لابيدوس
- ديلان لورين
- إيلين لي
- برو ليث
- بوني ليمان
- تارا ليمي
- جاكلين ليو
- ساندي ليرنير
- كريستين ليانغ
- أندريا لو
- جينيفر لوبيز
- جولي ماكلوي
- كريستين ماغي
- مارجوري ماغنير
- أليس ماريوت
- نتالي ماسينيت
- جينيفر ماكغاريغل
- سارا آن ماكلاغان
- سارما ميلنغيليس
- تريزا مينغ
- هايدي ميسير
- جاني ميشيل
- كارول ميدلتون
- كاثرين مينشو
- أوغي مودي
- بريت مورين
- بيث ميرفي
- مارغريت Lally "Ma" Murray
- نيكول نوتات
- أولا أوريكونرين
- ميلدريد إلين أورتون
- ديسبينا بابادوبولوس
- أليسا باترسون
- باتي ستانغر
- مونيك بين
- ميليسا بيريلو
- إيرينا بيتروشوفا
- تيفاني فام
- ماري بيكفورد
- لورين باول جوبز
- جين برات
- جينيفر بريتزكر
- بيني بريتزكر
- لوريس راهمي
- دافينا ريتشمان
- هيذر ريزمان
- أنيتا روديك
- روزانا روزاندا
- مارتين روثبلات
- هيلينا روبنشتاين
- ميشيل روز
- سارينا روسو
- ماري آن سينزبيري
- سيلينا
- ماري آن شاد
- تينا شاركي
- جين شو
- كلارا شاه
- نعومي سمسون
- إستير سنايدر
- سالي ستيل
- ديبي ستيرلينغ
- مارثا ستيوارت
- جيل ستيوارت
- فيفيان تام
- غريس وينغ
- جلوريا فاندربلت
- دينا فارشافسكايا
- فرناندا فيغاس
- ليلا بيل والاس
- تشير وانغ
- فيرا وانغ
- هالي ويب
- باتي ويبستر
- مارغريت ويس
- فرجينيا وليمامسون
- Anne Wojcicki
- فكتوريا وودهل
- لفي يانسي
- بيغي يو
- دينا يوين
- زهو كونفي
- ليديا زيمرمان